# Thiết quyền bá vương
Tekken (鉄拳 (Thiết quyền bá vương)) là một phim võ thuật của Mỹ năm 2009 do Dwight H. Little đạo diễn, Warner Bros. và Anchor Bay Entertainment phát hành. Phim được viết bởi Alan B. McElroy và dựa trên loạt trò chơi điện tử đối kháng cùng tên, với các yếu tố cốt truyện vay mượn từ ba phần game Tekken đầu. Câu chuyện kể về võ sĩ Kazama Jin và nỗ lực của anh ấy trong việc tham gia Giải đấu Nắm đấm sắt để trả thù cho mẹ mình là Kazama Jun, bằng cách đối đầu với chính cha mình là Mishima Kazuya và ông nội là Mishima Heihachi, người mà anh cho rằng phải chịu trách nhiệm cho cái chết của bà.
Phim có sự tham gia của Jon Foo, Kelly Overton, Cary-Hiroyuki Tagawa, Ian Anthony Dale, Darrin Dewitt Henson, Luke Goss, Marian Zapico, Lateef Crowder, Candîce Hillebrand, Anton Kasabov và Roger Huerta. Đặc biệt trong bộ phim còn có sự xuất hiện của Cung Lê, võ sĩ quyền cước môn Tán Thủ, Taekwondo và cũng là võ sĩ võ tổng hợp người Mỹ gốc Việt.
Phim do Crystal Sky Pictures sản xuất và công chiếu lần đầu vào ngày 5 tháng 11 năm 2009 tại Liên hoan phim AFI và phát hành tại Nhật Bản ngày 20 tháng 3 năm 2010. Phim thu về 1,7 triệu đô la trên toàn thế giới. Tekken sản sinh ra phần tiền truyện năm 2014 là Tekken 2: Kazuya's Revenge.

## Diễn viên
- Jon Foo trong vai Kazama Jin
  - Jason Del Rosario trong vai Kazama Jin lúc trẻ
  - Dallas James Liu trong vai Kazama Jin (6 tuổi)
- Kelly Overton trong vai Christie Monteiro
- Cary-Hiroyuki Tagawa trong vai Heihachi Mishima
- Ian Anthony Dale trong vai Mishima Kazuya
- Cung Le trong vai Marshall Law
- Darrin Dewitt Henson trong vai Raven
- Luke Goss trong vai Steve Fox
- Tamlyn Tomita trong vai Kazama Jun
- Candice Hillebrand trong vai Nina Williams
- Marian Zapico trong vai Anna Williams
- Gary Daniels trong vai Bryan Fury
- Gary Stearns trong vai Yoshimitsu
- Roger Huerta trong vai Miguel Rojo
- Lateef Crowder trong vai Eddy Gordo
- Anton Kasabov trong vai Sergei Dragunov
- Mircea Monroe trong vai Kara
- John Pyper Ferguson trong vai Bonner
- Kiko Ellsworth trong vai Denslow
- Blake Shields trong vai Hansu

## Đón nhận
Tekken không có điểm số phê bình, nhưng có 31% đánh giá phê duyệt bởi khán giả trên Rotten Tomatoes với điểm đánh giá trung bình là 2,68/10.
Harada Katsuhiro, đạo diễn của loạt trò chơi điện tử Tekken, chỉ trích bộ phim: "Bộ phim Hollywood đó thật tồi tệ. Chúng tôi đã không thể giám sát bộ phim đó; đó là một hợp đồng tàn nhẫn. Tôi không quan tâm đến bộ phim đó." Phản ứng với những bình luận của Harada, Nick Chester của Destructoid cho biết bộ phim "không hay, nhưng 'khủng khiếp' là hơi quá đà", nói rằng bộ phim "thực hiện tốt việc cố gắng giữ đúng bộ mặt của [trò chơi]" và "những cảnh đánh nhau không tệ."
Brian Orndorf của DVD Talk đã cho bộ phim 2 trong số 5 sao, viết: "Tekken là một thất bại ở nhiều cấp độ, nhưng nó vẫn ráng tái tạo được bản chất mềm mại của các yếu tố chiến đấu, tạo ra một nỗ lực chân tay của chủ nghĩa thoát ly được bao quanh bởi kịch bản nhạt nhẽo và những màn trình diễn buồn ngủ." Ông cho rằng đạo diễn Dwight H. Little "thể hiện một loạt các phong cách và cường độ chiến đấu ấn tượng, mặc dù ông ấy hơi điên với những lựa chọn điện ảnh hợp thời đại và cách biên tập tăng động."
Paul Pritchard của DVD Verdict đã so sánh Tekken với các phim chuyển thể từ trò chơi điện tử khác, viết: "Trong một kế hoạch vĩ đại nào đó, Tekken là sự kết hợp tốt nhất củaStreet Fighter: The Ultimate Battle và Street Fighter: The Legend of Chun-Li, nhưng thiếu nét quyến rũ ngốc nghếch của  Mortal Kombat. Nếu bộ phim chịu nắm bắt nguồn gốc của nó một cách cởi mở thì có lẽ đã mang lại nhiều hứng thú hơn. Như hiện tại thì Tekken chỉ là một bộ phim hành động trung bình, không có gì để tách biệt với phần còn lại của đám đông."

## Liên kết mở rộng
- Tekken (2009) tại trang Internet Movie Database
- Tekken (2009) Lưu trữ ngày 26 tháng 7 năm 2008 tại Wayback Machine tại trang Tekkenpedia Lưu trữ ngày 29 tháng 8 năm 2006 tại Wayback Machine
- Tekken tại Box Office Mojo
- Tekken tại AllMovie